# Sphaerocarpos
Sphaerocarpos is een geslacht van mossen dat behoort tot de familie Sphaerocarpaceae.

## Soorten
De volgende soorten worden erkend:
- Sphaerocarpos cristatus
- Sphaerocarpos donnelli
- Sphaerocarpos drewiae
- Sphaerocarpos hians
- Sphaerocarpos michelii (Gestekeld blaasjesmos)
- Sphaerocarpos muccilloi
- Sphaerocarpos stipitatus
- Sphaerocarpos texanus (Gerand blaasjesmos)